# Cronce (Fluss)
Die Cronce ist ein Fluss in Frankreich, der in der Region Auvergne-Rhône-Alpes verläuft. Sie entspringt unter dem Namen Ruisseau de Méniol in der Landschaft Margeride, im Gemeindegebiet von Védrines-Saint-Loup, entwässert generell in nordöstlicher Richtung, ändert im Oberlauf nochmals den Namen auf Ruisseau de Védrinette, bevor sie bei Chastel ihren endgültigen Namen annimmt. Sie durchquert ein eher dünn besiedeltes Gebiet und mündet nach rund 27 Kilometern im nordwestlichen Gemeindegebiet von Aubazat als linker Nebenfluss in den Allier. Auf ihrem Weg berührt die Cronce die Départements Cantal und Haute-Loire.

## Orte am Fluss
(Reihenfolge in Fließrichtung)
- Longesaigne, Gemeinde Védrines-Saint-Loup
- Chastel
- Cronce
- Arlet
- Aubazat
- La Prade, Gemeinde Aubazat